# Knud Leif Thomsen
Knud Leif Thomsen (2. september 1924 i Ballerup – 14. oktober 2003 i Frankrig) var en dansk filminstruktør, som bl.a. instruerede filmen Hosekræmmeren.
Han fik Bodilprisen for bedste danske film i 1970 for Midt i en jazztid.

## Film
- Den røde røver (1958)
- Duellen (1962)
- Tine (1964)
- Selvmordsskolen (1964)
- Gift (1966)
- Tre mand frem for en trold (1967)
- Sådan er de alle (1968)
- Midt i en jazztid (1969)
- Løgneren (1970)
- Hosekræmmeren (1971)
- Rapportpigen (1974)
- Bejleren - en jysk røverhistorie (1975)